# Thyreomelecta kirghisia
Thyreomelecta kirghisia là một loài Hymenoptera trong họ Apidae. Loài này được Rightmyer & Engel mô tả khoa học năm 2003.